# Children Act 1989
Le Children Act 1989 est une loi en vigueur au Royaume-Uni depuis 1989 dont l’objectif est de protéger les enfants et d'assurer leur bien-être, y compris en dehors de leur famille s’il y a le moindre risque qui pourrait aller à l’encontre de leurs intérêts.
La loi entre partiellement et progressivement en vigueur à partir du 16 novembre 1989, et totalement le 14 octobre 1991. Elle est amendée en 2004 par le Children Act 2004 (en), à la suite du scandale provoqué par le meurtre de Victoria Climbié (en) et les révélations du rapport d'enquête sur les carences des institutions qui n'ont rien fait malgré plusieurs alertes.

## Situation préexistante à l'adoption de la loi
Avant l'adoption de cette loi, la protection de l'enfance et l’aide sociale à l'enfance est régie par un corpus de textes incluant le Wills Act de 1837 et le Mines and Quarries Act de 1954. La philosophie générale d’alors est de soutenir les parents, et de préserver l'intégrité de la cellule familiale, le placement étant considéré comme une mesure d'exception, l'un des axes majeurs étant la lutte contre la délinquance juvénile. Cette philosophie est toutefois critiquée, notamment dans les quinze ans qui précèdent l’adoption de la loi, au cours des années 1970 et 1980, lorsque des cas d'abus sexuels et de maltraitance avérée sont mis en exergue par les médias et la classe politique. Plusieurs scandales de décès d'enfants entraînent des accusations d'inertie à l'encontre des services sociaux, et donnent lieu à des rapports d'enquête remettant en cause leur fonctionnement. À l'inverse, l'affaire très polémique des abus sexuels sur enfants de Cleveland (1987) (en) divise profondément la société britannique. D'après le diagnostic d'une pédopsychiatre, une suspicion d'abus sexuels porte sur 127 enfants de cette ville, dont certains en très bas âge ne sont pas capables de témoigner. La réalité des abus fait l'objet d'estimations très contradictoires selon les rapports d'enquête ; les services sociaux locaux ont à cette occasion retiré les enfants concernés de la garde de leurs parents, dans des conditions souvent abruptes. L'opinion se divise alors en deux clans, l'un souhaitant dénoncer les abus sexuels qui est alors un phénomène méconnu ou nié, l'autre la trop grande hâte et les méthodes perçues comme abusives des services sociaux,.

## Application de la loi depuis 1989
Il semblerait que le Children Act 1989 ait entraîné des dérives dès son application[réf. nécessaire]. Ainsi de nombreux cas de retraits d'enfants et placements se sont effectués sur des critères futiles, arbitraires, et parfois sur de fausses preuves. Le moindre incident domestique peut être interprété comme de la maltraitance et les parents peuvent se voir retirer leurs enfants du jour au lendemain, sans enquête ni expertise. La plupart du temps les enfants sont placés en foyer, en attente d'être adoptés. Les parents perdent non seulement leurs droits sur leurs enfants, mais sont même interdits de rentrer en contact avec eux. Un incident domestique, une certaine précarité sociale, une maladie chez l'un des parents, ou des antécédents sociaux plus ou moins défavorables peuvent suffire au retrait des enfants « par prévention ».